# Rocas Domínguez
Die Rocas Domínguez sind eine Gruppe von Rifffelsen in der Gruppe der Duroch-Inseln vor der Nordwestküste der Trinity-Halbinsel am nördlichen Ende der Antarktischen Halbinsel. Sie liegen 330 m südlich von Bulnes Island im Covadonga Harbor.
Wissenschaftler der 4. Chilenischen Antarktisexpedition (1949–1950) benannten sie nach Jorge Domínguez K., stellvertretender Kommandant des Schiffs Iquique bei dieser Forschungsreise.